# 2022 FIFAワールドカップ・ヨーロッパ予選グループJ
2022 FIFAワールドカップ・ヨーロッパ予選グループJは、カタールで開催される2022 FIFAワールドカップ出場チームを決定するための予選のうち、欧州サッカー連盟 (UEFA) 加盟協会を対象としたヨーロッパ予選（一次予選）10グループのうちの1つ。アルメニア、ドイツ、アイスランド、リヒテンシュタイン、北マケドニア、ルーマニアの6協会で構成されている。ラウンドロビン形式のホーム・アンド・アウェー2回戦総当たりで対戦する。
グループ最上位チームはワールドカップ本大会出場が決定し、グループ2位のチームは2次予選に進みUEFAネーションズリーグ2020-21成績上位2チームを加えた12チームで3グループのトーナメントを戦い、各勝者が本大会出場権を得る。

## 順位表
| 順 | チーム             | 試 | 勝 | 分 | 敗 | 得 | 失 | 差  | 点 | 出場権                      |     | ドイツ | 北マケドニア | ルーマニア | アルメニア | アイスランド | リヒテンシュタイン |
| -- | ------------------ | -- | -- | -- | -- | -- | -- | --- | -- | --------------------------- | --- | ------ | ------------ | ---------- | ---------- | ------------ | ------------------ |
| 1  | ドイツ             | 10 | 9  | 0  | 1  | 36 | 4  | +32 | 27 | 2022 FIFAワールドカップ出場 |     | —      | 1–2          | 2–1        | 6–0        | 3–0          | 9–0                |
| 2  | 北マケドニア       | 10 | 5  | 3  | 2  | 23 | 11 | +12 | 18 | 2次予選進出                 |     | 0–4    | —            | 0–0        | 0–0        | 3–1          | 5–0                |
| 3  | ルーマニア         | 10 | 5  | 2  | 3  | 13 | 8  | +5  | 17 |                             |     | 0–1    | 3–2          | —          | 1–0        | 0–0          | 2–0                |
| 4  | アルメニア         | 10 | 3  | 3  | 4  | 9  | 20 | −11 | 12 |                             | 1–4 | 0–5    | 3–2          | —          | 2–0        | 1–1          |                    |
| 5  | アイスランド       | 10 | 2  | 3  | 5  | 12 | 18 | −6  | 9  |                             | 0–4 | 2–2    | 0–2          | 1–1        | —          | 4–0          |                    |
| 6  | リヒテンシュタイン | 10 | 0  | 1  | 9  | 2  | 34 | −32 | 1  |                             | 0–2 | 0–4    | 0–2          | 0–1        | 1–4        | —            |                    |

## 試合
対戦カードは、抽選の翌日の2020年12月8日にUEFAによって確認された。時間は特記なき限り中央ヨーロッパ時間(CET, UTC+1) / 中央ヨーロッパ夏時間(CEST, UTC+2) 表記 （現地時間が異なる場合は括弧内に表記）。
| 2021年3月25日 20:45 |

| ドイツ                                            | 3 – 0                       | アイスランド |
| ゴレツカ 3分 · ハフェルツ 7分 · ギュンドアン 56分 | Report (FIFA) Report (UEFA) |              |

| MSVアレーナ, デュースブルク 観客数: 0 主審: スルジャン・ヨヴァノヴィッチ |

| 2021年3月25日 20:45 |

| リヒテンシュタイン | 0 – 1                       | アルメニア                   |
|                    | Report (FIFA) Report (UEFA) | （フロンメルト） 83分 (o.g.) |

| ラインパーク・シュタディオン, ファドゥーツ 観客数: 0 主審: ジュリアン・ワインバーガー |

| 2021年3月25日 20:45 (21:45 UTC+2) |

| ルーマニア                              | 3 – 2                       | 北マケドニア                      |
| タナセ 28分 · ミハイラ 50分 · ハジ 86分 | Report (FIFA) Report (UEFA) | アデミ 82分 · トライコフスキ 83分 |

| スタディオヌル・ナツィオナル, ブカレスト 観客数: 0 主審: ファビオ・ヴェリッシモ |

| 2021年3月28日 18:00 (20:00 UTC+4) |

| アルメニア                            | 2 – 0                       | アイスランド |
| バルセグヤン 53分 · バイラミアン 74分 | Report (FIFA) Report (UEFA) |              |

| ハンラペタカン・スタジアム, エレバン 観客数: 4,300 主審: エネア・ヨーギ |

| 2021年3月28日 20:45 |

| 北マケドニア                                                                          | 5 – 0                       | リヒテンシュタイン |
| バルディ 7分 · トライコフスキ 51分, 54分 · エルマス 62分 · ネストロフスキ 82分 (pen.) | Report (FIFA) Report (UEFA) |                    |

| トシェ・プロエスキ・アレナ, スコピエ 観客数: 0 主審: ミコラ・バラキン |

| 2021年3月28日 20:45 (21:45 UTC+3) |

| ルーマニア | 0 – 1                       | ドイツ        |
|            | Report (FIFA) Report (UEFA) | ニャブリ 17分 |

| スタディオヌル・ナツィオナル, ブカレスト 観客数: 0 主審: クレマン・トゥルパン |

| 2021年3月31日 18:00 (20:00 UTC+4) |

| アルメニア                                                   | 3 – 2                       | ルーマニア            |
| スペルツァン 56分 · ハロヤン 87分 · バルセグヤン 89分 (pen.) | Report (FIFA) Report (UEFA) | チクルダウ 62分, 72分 |

| ハンラペタカン・スタジアム, エレバン 観客数: 4,300 主審: アンドリス・トレイマニス |

| 2021年3月31日 20:45 |

| ドイツ                   | 1 – 2                       | 北マケドニア                    |
| ギュンドアン 63分 (pen.) | Report (FIFA) Report (UEFA) | パンデフ 45+2分 · エルマス 85分 |

| MSVアレーナ, デュースブルク 観客数: 0 主審: セルゲイ・カラセフ |

| 2021年3月31日 20:45 |

| リヒテンシュタイン | 1 – 4                       | アイスランド                                                                      |
| フリック 79分      | Report (FIFA) Report (UEFA) | サエバルソン 12分 · ビャルナソン 45+1分 · パルション 77分 · シグルヨンソン 90+4分 |

| ラインパーク・シュタディオン, ファドゥーツ 観客数: 0 主審: ムハンマド・アル＝ハキム |

| 2021年9月2日 20:45 (18:45 UTC±0) |

| アイスランド | 0 – 2                       | ルーマニア                  |
|              | Report (FIFA) Report (UEFA) | マン 47分 · スタンチュ 83分 |

| ラウガルタルスヴェルル, レイキャヴィーク 観客数: 1,961 主審: アレクセイ・クルバコフ |

| 2021年9月2日 20:45 |

| リヒテンシュタイン | 0 – 2                       | ドイツ                      |
|                    | Report (FIFA) Report (UEFA) | ヴェルナー 41分 · サネ 77分 |

| キブンパルク, ザンクト・ガレン (スイス) 観客数: 7,958 主審: ファビオ・ヴェリッシモ |

| 2021年9月2日 20:45 |

| 北マケドニア | 0 – 0                       | アルメニア |
|              | Report (FIFA) Report (UEFA) |            |

| トシェ・プロエスキ・アレナ, スコピエ 観客数: 3,147 主審: アルトゥール・ソアレス・ディアス |

| 2021年9月5日 18:00 (16:00 UTC±0) |

| アイスランド                          | 2 – 2                       | 北マケドニア                          |
| ビャルナソン 78分 · グジョンセン 84分 | Report (FIFA) Report (UEFA) | ヴェルコヴスキ 12分 · アリオスキ 54分 |

| ラウガルタルスヴェルル, レイキャヴィーク 観客数: 1,862 主審: イヴァン・クルジャリアク |

| 2021年9月5日 20:45 |

| ドイツ                                                                                 | 6 – 0                       | アルメニア |
| ニャブリ 6分, 15分 · ロイス 35分 · ヴェルナー 45分 · ホフマン 52分 · アデイェミ 90+1分 | Report (FIFA) Report (UEFA) |            |

| メルセデス・ベンツ・アレーナ, シュトゥットガルト 観客数: 18,086 主審: ウィリー・コルム |

| 2021年9月5日 20:45 (21:45 UTC+3) |

| ルーマニア                  | 2 – 0                       | リヒテンシュタイン |
| トシュカ 11分 · マネア 18分 | Report (FIFA) Report (UEFA) |                    |

| スタディオヌル・ナツィオナル, ブカレスト 観客数: 9,404 主審: カテルィーナ・モンズール |

| 2021年9月8日 18:00 (20:00 UTC+4) |

| アルメニア                 | 1 – 1                       | リヒテンシュタイン |
| ムヒタリアン 45+5分 (pen.) | Report (FIFA) Report (UEFA) | フリック 80分      |

| ハンラペタカン・スタジアム, エレバン 観客数: 14,400 主審: ドゥイェ・ストルカン |

| 2021年9月8日 20:45 (18:45 UTC±0) |

| アイスランド | 0 – 4                       | ドイツ                                                         |
|              | Report (FIFA) Report (UEFA) | ニャブリ 4分 · リュディガー 24分 · サネ 56分 · ヴェルナー 89分 |

| ラウガルタルスヴェルル, レイキャヴィーク 観客数: 3,505 主審: アンドレアス・エクバーグ |

| 2021年9月8日 20:45 |

| 北マケドニア | 0 – 0                       | ルーマニア |
|              | Report (FIFA) Report (UEFA) |            |

| トシェ・プロエスキ・アレナ, スコピエ 観客数: 5,260 主審: アントニオ・マテウ・ラオス |

| 2021年10月8日 20:45 |

| ドイツ                        | 2 – 1                       | ルーマニア |
| ニャブリ 52分 · ミュラー 81分 | Report (FIFA) Report (UEFA) | ハジ 9分   |

| フォルクスパルクシュタディオン, ハンブルク 観客数: 25,000 主審: ジュネイト・チャクル |

| 2021年10月8日 20:45 (18:45 UTC±0) |

| アイスランド      | 1 – 1                       | アルメニア        |
| ヨハンネソン 77分 | Report (FIFA) Report (UEFA) | ホバニシアン 35分 |

| ラウガルタルスヴェルル, レイキャヴィーク 観客数: 1,697 主審: ニコラ・ダバノヴィッチ |

| 2021年10月8日 20:45 |

| リヒテンシュタイン | 0 – 4                       | 北マケドニア                                                                     |
|                    | Report (FIFA) Report (UEFA) | ヴェルコヴスキ 39分 · アリオスキ 66分 (pen.) · ニコロフ 74分 · チュルリノフ 83分 |

| ラインパーク・シュタディオン, ファドゥーツ 観客数: 1,628 主審: バルトシュ・フランコフスキー |

| 2021年10月11日 20:45 (18:45 UTC±0) |

| アイスランド                                                                      | 4 – 0                       | リヒテンシュタイン |
| ソールザルソン 19分 · グズムンドソン 35分 (pen.), 79分 (pen.) · グジョンセン 89分 | Report (FIFA) Report (UEFA) |                    |

| ラウガルタルスヴェルル, レイキャヴィーク 観客数: 4,461 主審: イオアニス・パパドプロス |

| 2021年10月11日 20:45 |

| 北マケドニア | 0 – 4                       | ドイツ                                                  |
|              | Report (FIFA) Report (UEFA) | ハフェルツ 50分 · ヴェルナー 70分, 73分 · ムシアラ 83分 |

| トシェ・プロエスキ・アレナ, スコピエ 観客数: 16,182 主審: ダニー・マッケリー |

| 2021年10月11日 20:45 (21:45 UTC+3) |

| ルーマニア      | 1 – 0                       | アルメニア |
| ミトリツァ 26分 | Report (FIFA) Report (UEFA) |            |

| スタディオヌル・ナツィオナル, ブカレスト 観客数: 13,576 主審: ダニエレ・オルサート |

| 2021年11月11日 18:00 (21:00 UTC+4) |

| アルメニア | 0 – 5                       | 北マケドニア                                                                      |
|            | Report (FIFA) Report (UEFA) | トライコフスキ 22分 · バルディ 36分, 67分 (pen.), 90分 (pen.) · リストフスキ 79分 |

| ハンラペタカン・スタジアム, エレバン 観客数: 7,200 主審: ホセ・マリア・サンチェス・マルティネス |

| 2021年11月11日 20:45 |

| ドイツ | 9 – 0                       | リヒテンシュタイン |
| ギュンドアン 11分 (pen.) · （カウフマン） 20分 (o.g.) · サネ 22分, 49分 · ロイス 23分 · ミュラー 76分, 86分 · バク 80分 · （ゴッペル） 89分 (o.g.) | Report (FIFA) Report (UEFA) |                    |

| フォルクスワーゲン・アレーナ, ヴォルフスブルク 観客数: 25,984 主審: イヴァナ・マルティンチッチ |

| 2021年11月11日 20:45 (21:45 UTC+2) |

| ルーマニア | 0 – 0                       | アイスランド |
|            | Report (FIFA) Report (UEFA) |              |

| スタディオヌル・ナツィオナル, ブカレスト 観客数: 0 主審: セルゲイ・カラセフ |

| 2021年11月14日 18:00 (21:00 UTC+4) |

| アルメニア               | 1 – 4                       | ドイツ                                                             |
| ムヒタリアン 59分 (pen.) | Report (FIFA) Report (UEFA) | ハフェルツ 15分 · ギュンドアン 45+4分 (pen.), 50分 · ホフマン 64分 |

| ハンラペタカン・スタジアム, エレバン 観客数: 12,800 主審: フランソワ・レテキシエ |

| 2021年11月14日 18:00 |

| リヒテンシュタイン | 0 – 2                       | ルーマニア             |
|                    | Report (FIFA) Report (UEFA) | マン 8分 · バンク 87分 |

| ラインパーク・シュタディオン, ファドゥーツ 観客数: 2,237 主審: マテイ・ジャグ |

| 2021年11月14日 18:00 |

| 北マケドニア                         | 3 – 1                       | アイスランド          |
| アリオスキ 7分 · エルマス 65分, 86分 | Report (FIFA) Report (UEFA) | ソルステインソン 54分 |

| トシェ・プロエスキ・アレナ, スコピエ 観客数: 15,986 主審: ダヴィデ・マッサ |